# Campeonato Europeo de Atletismo de 2020
El XXV Campeonato Europeo de Atletismo se iba a celebrar en París (Francia) entre el 26 y el 30 de agosto de 2020 bajo la organización de la Asociación Europea de Atletismo (AEA) y la Federación Francesa de Atletismo. Pero debido a la pandemia de COVID-19 el evento fue cancelado.